# Jack Kilmer
Pour les articles homonymes, voir Kilmer.
Jack Kilmer est un acteur américain né le 6 juin 1995 à Los Angeles. Il est le fils des acteurs Joanne Whalley et Val Kilmer. Il est principalement connu pour ses participations aux films Palo Alto (2013) et Lords of Chaos (2018).

## Biographie
John Wallace Kilmer nait le 6 juin 1995 à Los Angeles. Il est le fils des acteurs Joanne Whalley et Val Kilmer. Il grandit à Los Angeles et fréquente notamment l'école privée Center for Early Education (en) à West Hollywood, où il côtoie notamment Gia Coppola (petite-fille de Francis Ford Coppola), un peu plus âgée.
Il fait justement ses débuts au cinéma dans un film réalisé par Gia Coppola, Palo Alto (2013). Jack Kilmer la conseille initialement sur certains aspects et dialogues du films pour un aspect plus authentique. C'est après une lecture du script que Gia Coppola lui demande d'auditionner pour un rôle,,. Son père participe également au film. Avant cela, Jack Kilmer n'avait jamais ambitionné d'être acteur,. Le film reçoit globalement de bonnes critiques, qui louent la prestation de Jack Kilmer,.
Il poursuit des études et est diplômé du lycée en 2013. Voulant initialement intégrer une université, il ne songe initialement pas à poursuivre sa carrière d'acteur,. Il tourne ensuite Len and Company (en) avec notamment Juno Temple et Rhys Ifans. Il apparait ensuite dans la comédie policière The Nice Guys (2016) de Shane Black.
En 2021, il assure la narration de Val, documentaire sur son père Val Kilmer. Il prête sa voix à ce dernier, touché par un cancer du larynx. De nombreux journalistes soulignent la ressemblance entre les deux voix. Après une présentation au festival de Cannes 2021, le film est diffusé sur Prime Video.

## Filmographie
Sauf indication contraire, les informations mentionnées dans cette section peuvent être confirmées par la base de données cinématographiques IMDb,  présente dans la section « Liens externes ».
- 2013 : Palo Alto de Gia Coppola : Teddy
- 2015 : The Prison Experiment - L'Expérience de Stanford (The Stanford Prison Experiment) de Kyle Patrick Alvarez : Jim Randall / 4325
- 2015 : Len and Company de Tim Godsall : Max
- 2015 : The Spoils Before Dying (mini-série TV) : Tabby Smooth
- 2016 : The Nice Guys de Shane Black : Chet
- 2016 : Asphyxia (court métrage) de Will Lowell
- 2017 : Woodshock de Kate et Laura Mulleavy : Johnny
- 2018 : Lords of Chaos de Jonas Åkerlund : Per Yngve Ohlin
- 2018 : Josie d'Eric England : Marcus
- 2018 : Summer '03 de Becca Gleason : Luke
- 2018 : Pretenders de James Franco : Terry
- 2018 : Wobble Palace d'Eugene Kotlyarenko : Dayton
- 2019 : Hala de Minhal Baig : Jesse
- 2019 : Le Géant de David Raboy : Will
- 2020 : The Man in the Woods de Noah Buschel : Hobey Delmore
- 2021 : Body Brokers de John Swab : Utah
- 2021 : Val de Leo Scott et Ting Poo : le narrateur
- 2023 : Detective Knight: Independence de Edward Drake : Dezi
- 2023 : Dead Man's Hand de Brian Skiba : Reno
- 2023 : How the Gringo Stole Christmas de Angel Gracia : Leif
- 2024 : Messy de Alexi Wasser
- 2025 : Bunnylovr de Katarina Zhu : Carter
- Prochainement : 
  - The Tower de Adam Sigal : Billy
  - Open Wounds de Ron Krauss : Caleb Castle
  - Generation Angst de Janell Shirtcliff : Jack Grinnell
  - Exo de Cédric Nicolas-Troyan

Clips musicaux
- 2016 : ManUNkind de Metallica : Dead
- 2019 : Under the Graveyard d'Ozzy Osbourne : Ozzy Osbourne, jeune

## Anecdotes
- l'autrice Alice Oseman déclara qu'il était le fancast de Aled, l'un des personnages de son univers (principalement présent dans Silence Radio et Heartstopper)